# Burg Stürmünster
Die Burg Stürmünster ist eine abgegangene spätmittelalterliche Burg der Grafschaft Ostfriesland im Ortsteil Völlen von Westoverledingen im niedersächsischen Landkreis Leer.

## Geschichte
Die Burg Stürmünster war eine kurzlebige Grenzburg der Grafschaft Ostfriesland gegen das Niederstift Münster. Ihre Vorgeschichte liegt in einem Raubzug begründet, den 1493 die Ostfriesen in die grenznahen Dörfer des Niederstifts Münster unternahmen. Als Reaktion darauf fiel Bischof Heinrich III. von Münster in Ostfriesland ein und zerstörte Völlen, musste sich aber vor dem Heer des Grafen Edzard I. von Ostfriesland wieder zurückziehen. Nach dem Abzug des Bischofs errichtete Edzard 1494 die Burg nordwestlich der Kirche von Völlen am Westufer des Wallschloot. Nach dem Tode des Bischofs Heinrich 1496 schloss sein Nachfolger Konrad IV. von Rietberg Frieden mit Ostfriesland, der zusätzlich durch die Heirat Edzards mit Konrads Schwester besiegelt wurde. Die Burg wurde somit nicht mehr benötigt, deshalb ließ Edzard sie 1497 wieder abbrechen.

## Beschreibung
Der 55 × 75 m große Burghügel ist heute nur noch als flache Kuppe erkennbar. 1943 war er noch ca. <?> früher noch 1,75 m hoch erhalten, zudem waren damals noch schmale Gräben um den Burgplatz vorhanden. An dort aufgelesenen Funde sind Ziegelsteine im Klosterformat und zwei eisernen Geschosskugeln bekannt.